# Antonio Villa
Antonio Villa (Fratta Polesine, 1775 – Fortezza dello Spielberg, 1826) è stato un patriota italiano, nonostante sotto tortura avesse rivelato i nomi di altri patrioti tra i quali quello di Costantino Munari, venne condannato a vent'anni di carcere duro dove non sopravvisse.

## Biografia
Cancelliere presso l'ufficio del Giudice di pace di Fratta Polesine, fu nominato successivamente giudice a Rovigo. Nel 1817 fu iniziato alla Carboneria dal suo collega Eleuterio Felice Foresti, giudice di pace a Crespino, e divenne capo della "vendita" (carboneria) di Fratta Polesine.
A Fratta gli affiliati alla società segreta erano numerosi, quasi tutti amici o conoscenti di vecchia data del Villa. L'11 novembre 1818 Antonio Villa fu uno dei partecipanti a un convito di carbonari nella villa della baronessa Cecilia Monti, moglie dell'ex generale napoleonico Jean Baptiste Arnaud. La delazione di uno dei partecipanti, forse un nipote di Cecilia Monti, portò la polizia alla scoperta della vendita di Fratta e all'arresto, fra gli altri, di Antonio Villa.
Egli rese alla polizia ampia confessione, facendo il nome degli altri appartenenti alla società segreta, i quali vennero arrestati e inquisiti dal Salvotti. Il 29 agosto 1820 Villa, nonostante il suo collaborazionismo, fu condannato ugualmente a morte per alto tradimento insieme ad altri sette carbonari (Marco Fortini, Eleuterio Felice Foresti, Antonio Solera, Antonio Fortunato Oroboni, Giovanni Bacchiega, Pietro Rinaldi e Lombardi). Per i capi della società (Solera, Foresti e Villa) il 29 ottobre 1821 la pena capitale fu commutata in venti anni di reclusione nella fortezza dello Spielberg.
Villa, descritto senza rancore da Silvio Pellico ne Le mie prigioni e da Piero Maroncelli come un uomo di grossa corporatura, fu sottoposto a gravi privazioni; contrasse la tubercolosi e morì in prigione.